# Заслуженный архитектор Украины
Заслуженный архитектор Украины (укр. Заслужений архітектор України) — государственная награда Украины — почётное звание, присваиваемое Президентом Украины согласно Закону Украины «О государственных наградах Украины».

## Положение о почётном звании
В соответствии с Положением о почётных званиях Украины, почётное звание «Заслуженный архитектор Украины» присваивается архитекторам и реставраторам памятников архитектуры за особые заслуги в развитии отечественной архитектуры, значительные творческие успехи в области градостроительства, реставрации и воссоздания памятников истории и культуры, сооружения объектов и комплексов промышленного, военного, гражданского и сельскохозяйственного назначения. Звание присваивается гражданам, работающим в соответствующей отрасли экономической или социально-культурной сферы, как правило, не менее десяти лет.
Почётное звание «Народный архитектор Украины» является высшей степенью соответствующего почётного звания «Заслуженный архитектор Украины» и присваивается, как правило, не ранее чем через 10 лет после присвоения звания заслуженного архитектора.
Лица, представляемые к присвоению почётного звания «Народный архитектор Украины», «Заслуженный архитектор Украины», должны иметь высшее образование на уровне специалиста или магистра.
При представлении к присвоению почётного звания «Народный архитектор Украины», «Заслуженный архитектор Украины», к представлению и наградному листу представляемого к присвоению почётного звания прилагается список основных работ в области архитектуры.
Присвоение почётного звания производится указом Президента Украины. Почётное звание может быть присвоено гражданам Украины, иностранцам и лицам без гражданства.
Присвоение почётного звания посмертно не производится.

## Описание нагрудного знака
- Нагрудный знак аналогичен нагрудным знакам других почётных званий Украины категории «заслуженный».
- Нагрудный знак к почётному званию «Заслуженный архитектор Украины» имеет форму овального венка, образованного двумя ветвями лавровых листьев. Концы ветвей внизу обвиты лентой. В середине венка помещен фигурный картуш с надписью «Заслужений архітектор». Картуш венчает малый Государственный Герб Украины.
- Лицевая сторона нагрудного знака выпуклая. Все изображения и надписи рельефные.
- На оборотной стороне нагрудного знака — застежка для прикрепления к одежде.
- Нагрудный знак изготавливаются из серебра.
- Размер нагрудного знака: ширина — 35 мм, длина — 45 мм.

## Награждённые
- Асеев, Юрий Сергеевич[2] — 1991
- Юдин, Виталий Леонтьевич[3] — 2006
- Иьин, Сергей Александрович[4] — 2006
- Лебедев, Сергей Анатольевич[4] — 2006
- Перевозник Петро Артемович uk:Перевозник Петро Артемович
- Уренев Валерий Павлович[4] — 2006
- Серёгин, Юрий Иванович[5] — 2008
- Пыльник Евгений Алексеевич награждён Указом Президиума Верховного Совета УССР от 20 марта 1981 года. Удостоверение № 40.